# Полтава (Куп'янський район)
Полта́ва (до 1850 — Західний) —  село в Україні, у Шевченківській селищній громаді Куп’янського району Харківської області. Населення становить 145 осіб. До 2020 орган місцевого самоврядування — Безмятежненська сільська рада.

## Географія
Село Полтава знаходиться на правому березі річки Волоська Балаклійка, вище за течією примикає село Безмятежне, нижче за течією примикає село Миропілля, на протилежному березі - село Старий Чизвик.

## Історія
- 1-а половина XIX ст. — дата заснування як хутір Західний.
- 1850 — перейменований в село Полтава.
- 7 (20) листопада 1917 року, відповідно до.Третього Універсалу Української Центральної Ради, увійшло до складу Української Народної Республіки[1].
- 12 червня 2020 року, відповідно до Розпорядження Кабінету Міністрів України № 725-р «Про визначення адміністративних центрів та затвердження територій територіальних громад Харківської області», увійшло до складу Шевченківської селищної територіальної громади[2].
- 19 липня 2020 року, в результаті адміністративно-територіальної реформи та ліквідації Шевченківського району, село увійшло до складу новоутвореного Куп'янського району Харківської області[3].